# Arno Kleber
Arno Kleber (* 11. Mai 1955 in Schwabach) ist ein deutscher Paläoklimatologe, Geograph (Geomorphologe und Bodengeograph). Er war Inhaber der Professur für Physische Geographie/Regionale Geographie Mitteleuropas an der Technischen Universität Dresden.

## Leben
Arno Kleber besuchte das Adam-Kraft-Gymnasium (Schwabach), das er 1975 mit dem Abitur abschloss. Von 1975 bis 1981 studierte er Geographie und Wirtschaftswissenschaft an der Friedrich-Alexander-Universität Erlangen-Nürnberg.
Nach dem Studium nahm er ein Promotionsstudium an der Katholischen Universität Eichstätt, Lehrstuhl Physische Geographie (Helmut Stingl) auf, und wechselte mit Stingl 1983 an die Universität Bayreuth, Lehrstuhl für Geomorphologie, wo er 1987 promoviert wurde. Dort habilitierte er sich 1993 auch und wurde 1997 zum apl. Professor ernannt. Nach mehreren Lehrstuhlvertretungen (Philipps-Universität Marburg, Christian-Albrechts-Universität zu Kiel, Universität Bayreuth und Technische Universität Dresden) folgte er 2004 einem Ruf auf eine C4-Professur an die Technische Universität Dresden und lehnte 2007 einen Ruf auf eine W3-Professur an der Universität Leipzig ab. Arno Kleber ging zum April 2021 in den Ruhestand, schreibt seitdem aber Artikel auf Quora. Dabei will er über die Vergangenheit, Gegenwart und Zukunft des Klimawandels aufklären und wird dabei von Kollegen unterstützt.

## Wirken
Nach der Promotion konzentrierte sich Arno Kleber in seiner Forschung auf Deckschichten. Er machte das deutsche Deckschichten-Konzept international bekannt und versuchte eine Übertragung des Konzepts auf andere Gebiete der Gemäßigten Zone. Dabei legte er einen Schwerpunkt auf die Möglichkeiten der Rekonstruktion vergangener Klimaänderungen. Ein weiterer Schwerpunkt ist die Erforschung der Quantifizierung umweltwissenschaftlich bedeutender Prozesse, die durch Deckschichten gesteuert werden, wie Wasserhaushalt und Schadstoffbelastung. 2013 gab er gemeinsam mit Birgit Terhorst einen Sammelband zum aktuellen Stand der Deckschichten-Forschung heraus. Seitdem liegen seine Forschungsschwerpunkte auf der Rekonstruktion der Entstehung von Steinpflastern in Wüstengebieten sowie auf der Provenienzforschung an Deckschichten mit Hilfe der Uran-Blei-Datierung von detritischen Zirkonen in Trockengebieten Nordamerikas.
In seiner Lehrtätigkeit deckte Kleber die gesamte Breite der Physischen Geographie ab. Insbesondere im Zusammenhang mit Vorlesungen über Klimaänderungen wurde er mit Argumenten der Klimawandelleugnung konfrontiert. Daraus entstand eine umfassende populärwissenschaftliche Gegenüberstellung der Argumente der Klimawandelleugnung und der Klimaforschung, die er gemeinsam mit seiner Mitarbeiterin Jana Richter-Krautz verfasste.
Kleber ist Mitglied verschiedener wissenschaftlicher Gesellschaften wie Deutsche Bodenkundliche Gesellschaft, DEUQUA, Geological Society of America.
Arno Kleber war von 2006 bis 2012 Prodekan und Sprecher der Fachrichtung Geowissenschaften an der Fakultät Umweltwissenschaften (bis September 2012 Forst-, Geo- und Hydrowissenschaften) der TU Dresden. Ferner war er von 2006 bis 2016 Studiendekan für Geographie und damit maßgeblich für die Entwicklung der geographischen Studiengänge verantwortlich.
Gemeinsam mit seiner Mitarbeiterin Jana Krautz wurde Kleber 2018 durch die Gesellschaft von Freunden und Förderern der TU Dresden mit dem Lehrpreis der TU Dresden ausgezeichnet. Prämiert wurde das Modul „Schlüsselprobleme der Gesellschaft in der Lehrerbildung“ als besonders innovatives Lehrkonzept, welches im Rahmen der „Qualitätsoffensive Lehrerbildung“ des Bundesministeriums für Bildung und Forschung (BMBF) gefördert wird.